# Crespi (scrittore)
Crespi, pseudonimo di Henri Crespi (...), è uno sceneggiatore e romanziere francese.
Ha lavorato per la rivista Vaillant-Pif Gadget, dove ha sceneggiato les Enquêtes de Ludo, con i disegni realizzati da Marc Moallic. Ha sceneggiato e disegnato Nestor.
Ha lavorato anche per L'Humanité e L'Humanité Dimanche.
Nel febbraio 1959 scrive per Sébastien Julliard il racconto La Cigarette.
Ha scritto molti radiodrammi per L'heure du mystère, Carte blanche e Théâtre de l'étrange.

## Opere
- (FR) Crespi, Henri, La cigarette, Julliard, 1959, ISBN 9782260032793.
- (FR) Moallic, Marc, Les Énigmes de Ludo, illustrazioni di Crespi, Henri, vol. 1, Taupinambour, 2005, ISBN 2-35011-009-5, OCLC 927432058.
- (FR) Moallic, Marc, Les Énigmes de Ludo, illustrazioni di Crespi, Henri, vol. 2, Taupinambour, 2007.
- (FR) Moallic, Marc, Les Énigmes de Ludo, illustrazioni di Crespi, Henri, vol. 3, Taupinambour, 2008.
- (FR) Moallic, Marc, Les Énigmes de Ludo, illustrazioni di Crespi, Henri, vol. 4, Taupinambour, 2011.
- (FR) Moallic, Marc, Les Énigmes de Ludo, illustrazioni di Crespi, Henri, vol. 5, Taupinambour, 2015.
- (FR) Moallic, Marc, Les Énigmes de Ludo, illustrazioni di Crespi, Henri, vol. 6, Taupinambour, 2015.
- (FR) Moallic, Marc, Les Énigmes de Ludo, illustrazioni di Crespi, Henri, vol. 7, Taupinambour, 2020.